# Émile Bin
Émile Jean-Baptiste Philippe Bin (Paris, 10 de fevereiro de 1825 - Marly-la-Ville, 4 de setembro de 1897) foi um retratista francês, pintor de mitologia, aquarelista e político. 

## Biografia
Émile Bin nasceu em Paris. Seu pai foi o pintor Jean-Baptiste François Bin (c.1791-1849), às vezes chamado de "Bin père", que lhe deu suas primeiras lições de arte. Dos doze aos quinze anos, estudou com seu tio, Nicolas Gosse. Ele então trabalhou brevemente com Léon Cogniet e entrou na École des Beaux-arts em 1842. Três anos depois, ele teve sua primeira exposição no Salon. 
Como republicano leal, ele lutou nas barricadas em 1848 e 1851. Mais tarde, ele se recusaria a pintar um retrato de Napoleão III para a prefeitura de Montmartre, apesar de precisar do dinheiro para sustentar sua família.

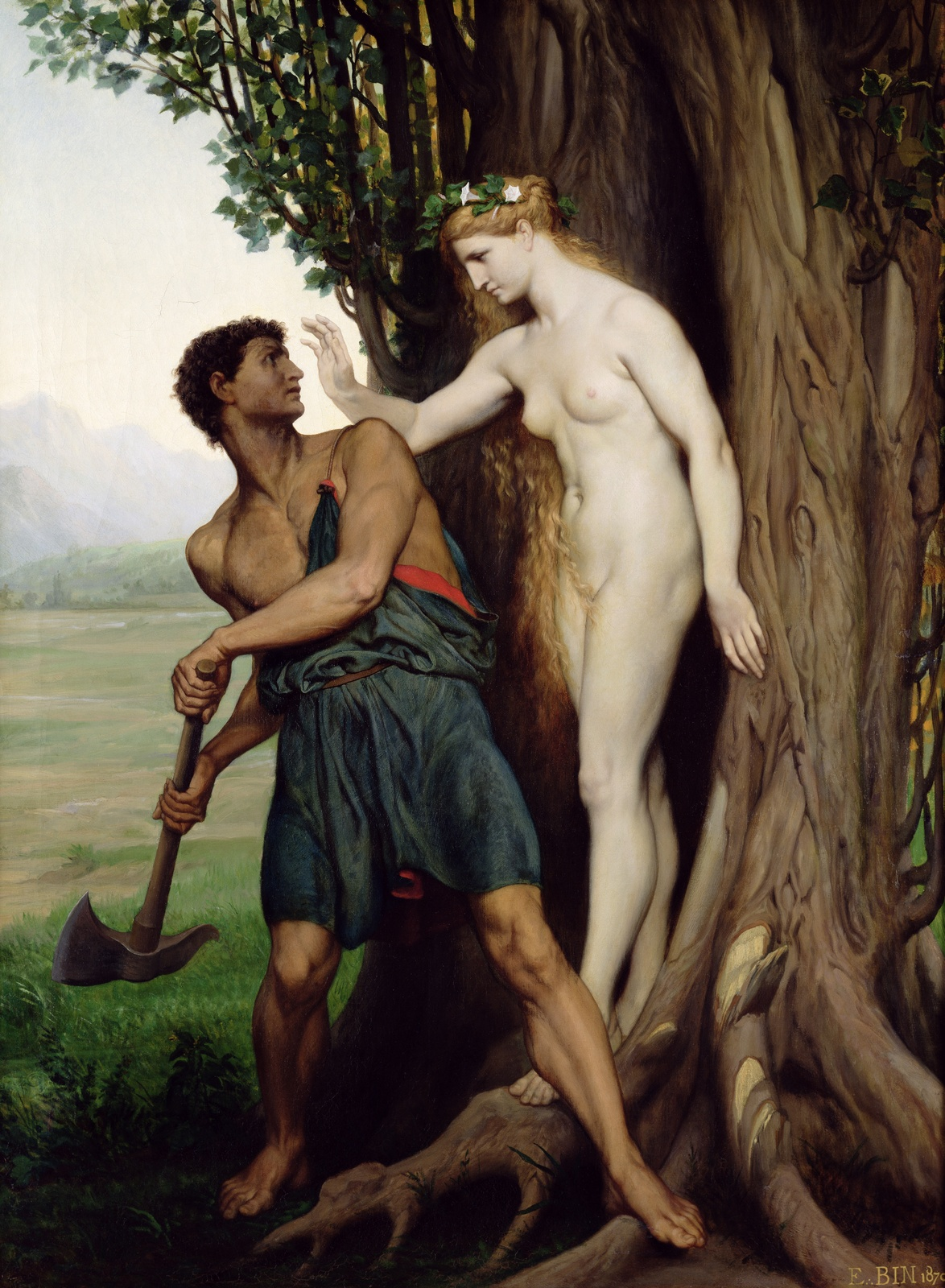
O Hamadryad (1870)

### Quadro decorativo
Ele trabalhou inicialmente como pintor decorativo, especializado em hotéis em Paris e Reims (incluindo o grande salão do Hôtel du Louvre, que ele fez com seu tio), mas também trabalhou no Museu Nacional de História Natural, a École Supérieure de Farmácia, Crédit Mobilier, Igreja de Saint-Sulpice e algumas residências particulares, como o Salão Luís XV de André Adolphe Eugène Disdéri.  Na Exposição Internacional (1867), ele colaborou na decoração do Pavilhão Egípcio, projetado por Jacques Drevet, pela qual ele foi premiado com a Ordem da Medjidie. Em 1871, ele recebeu três comissões da Rússia.  Ele era um admirador fervoroso das obras de Michelangelo e Rafael, e visitou Roma em 1866, acompanhado por seu aluno estrela e por algum tempo colaborador, Joseph Blanc, reforçando seu interesse por cenas históricas e anedóticas e sua predileção por nus mitológicos. 
Durante o cerco de Paris em 1870, ele foi nomeado para o Conselho de Armamentos e Suprimentos, mas se recusou a participar da Comuna e se retirou para Argentan. Ele permaneceu anticlerical e perto da extrema esquerda radical. 

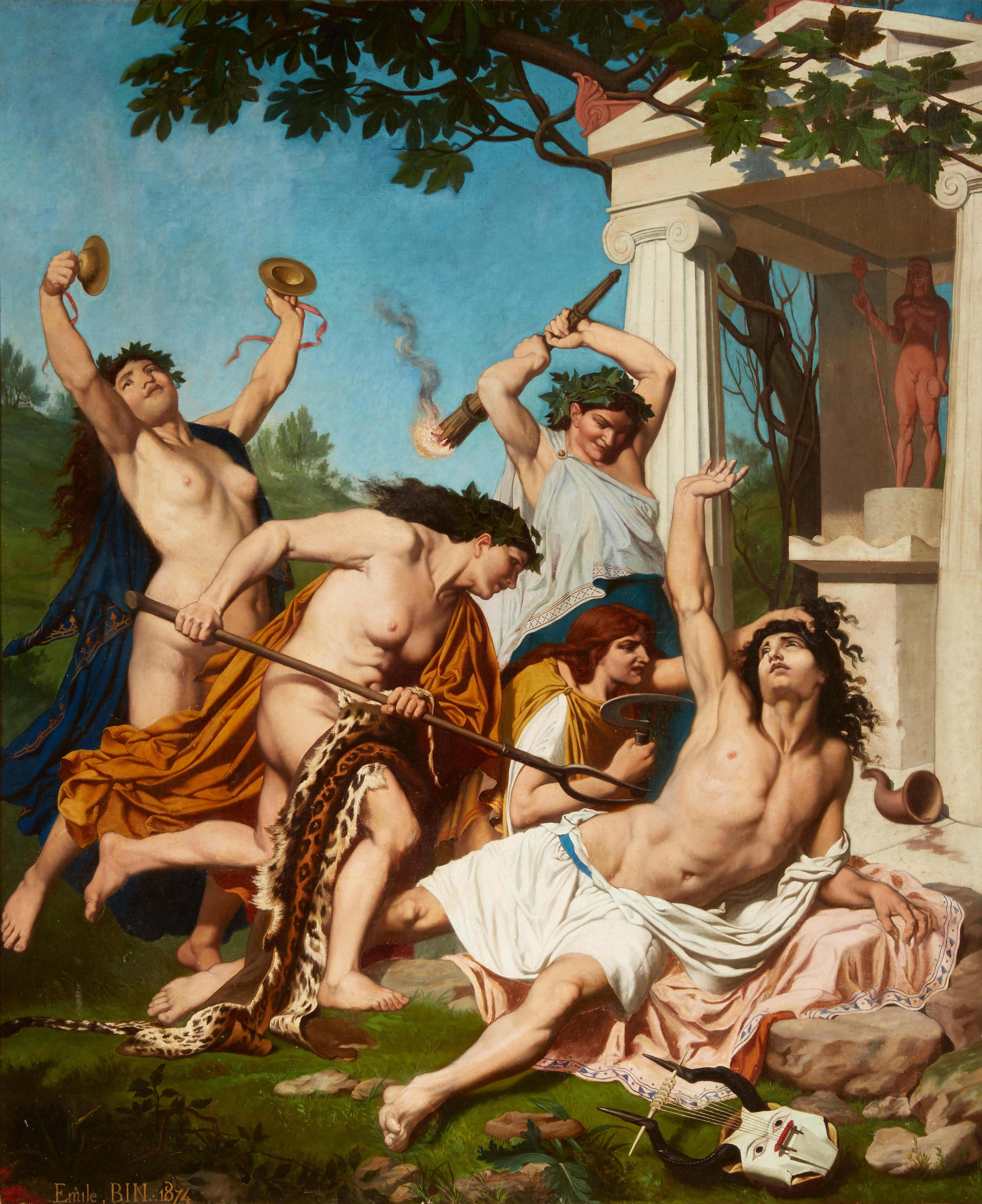
A morte de Orfeu (1874)

Ele foi nomeado Cavaleiro da Légion d'honneur em 1878. Dois anos depois, ele foi um dos fundadores da Société des Artistes Français e, no ano seguinte, o Salon des Artistes Français. Entre seus alunos mais conhecidos estavam Charles Léandre, Paul Milliet, Henri Rivière e Paul Signac. 

### Assuntos politicos
Em 1883, ele se tornou prefeito do décimo oitavo arrondissement. Seis anos depois, ele foi dispensado por Ernest Constans, ministro do Interior, de acusações de "Boulangism", talvez devido ao seu retrato do general Boulanger que havia sido exibido no Salon em 1888. O próprio Bin acreditava que tudo se devia à manipulação política do socialista Jules Joffrin, que estava concorrendo contra Boulanger nas eleições legislativas.
No mesmo ano, para marcar o centenário da Revolução Francesa, ele executou um diorama histórico de vinte telas no Parc des Buttes Chaumont, cobrindo eventos desde o assalto à Bastilha até a partida de Léon Gambetta durante o cerco.
Bin morreu em 4 de setembro de 1897 em Marly-la-Ville. 